# Jules Favre
Pour les articles homonymes, voir Jules Favre (homonymie) et Favre.
Jules Gabriel Claude Favre, né le 21 mars 1809 à Lyon et mort le 19 janvier 1880 à Versailles, est un avocat et homme politique français républicain, protestant et franc-maçon. Il appartient à cette génération d'hommes qui a traversé le XIXe siècle, jouant un rôle dans presque tous les régimes. Il exerce dans sa vie diverses activités, celle de député à l'Assemblée nationale puis au Corps législatif, celle du barreau ou encore celle de la plume : il écrit ainsi dans des journaux de la monarchie de Juillet comme Le Précurseur et cofonde, sous le Second Empire, L'Électeur libre.
Il est le grand-père du philosophe Jacques Maritain.

## Biographie

### Un avocat engagé

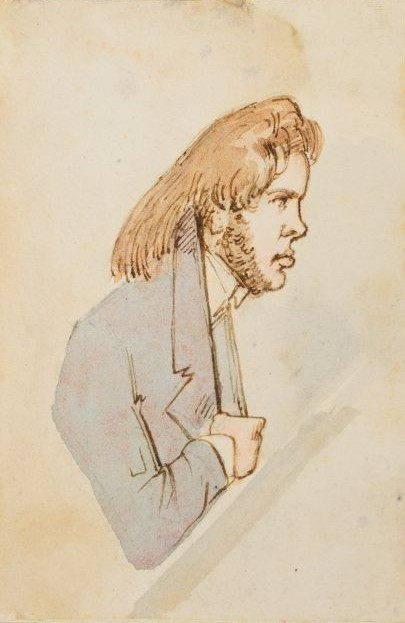
Jules Favre jeune, par Jean-Baptiste Isabey.

Son père, commerçant lyonnais, investit dans de nombreuses affaires en Italie mais fait faillite à la chute du Second Empire.
Jules Favre se fait tout d'abord connaître par son rôle d'avocat dans des affaires sensibles de son temps. Il obtient sa licence en droit en 1830 quelques jours après avoir combattu sur les barricades aux Trois Glorieuses, toutefois sa carrière au barreau débute réellement en 1835 lorsqu'il prend la défense des insurgés de Lyon de 1834, dans une monarchie de Juillet encore instable et fragile. De retour à Paris en 1836, il prend par la suite le parti de Louis-Napoléon Bonaparte dans son coup d'État raté de Boulogne-sur-Mer, qui succédait déjà au fiasco de Strasbourg, en étant l'avocat de Jean-Baptiste Charles Aladenize, l'officier de la 42e ligne qui devait offrir en soutien à Bonaparte ses deux compagnies en garnison dans la ville. Ce dernier se verra toutefois condamné à l'une des plus lourdes peines de ce procès, écopant de la déportation à vie. Jules Favre peut compter pour le servir dans ses procès sur une éloquence certaine qui l'aide plus tard à se démarquer des autres acteurs de la vie politique. En 1837, il défend André Chazal, le mari de Flora Tristan.
Sa carrière d'avocat est relancée sous le Second Empire où, en parallèle avec son statut de chef de file de l'opposition républicaine, il prend position en faveur des opposants au régime de Napoléon III et à sa politique. Il assume ainsi en 1858 la défense de Orsini et lui conseille la rédaction, ou du moins l'envoi, de la fameuse lettre à l'empereur clamant la nécessité de l'unification italienne. L'accusé n'en est pas moins condamné à mort et guillotiné. Le 8 juin 1861, Jules Favre introduit et présente en outre au barreau une personnalité prometteuse : Gambetta. Il ne tarit pas d'éloges sur ce jeune avocat qui fait en parallèle ses classes en politique : on rapporte ainsi qu'après que Gambetta l'eut appelé maître, celui-ci lui répliqua qu’« il n'a qu'un seul maître de la parole, mon cher enfant, et c'est vous ». Il joue de plus de sa notoriété en sa faveur le faisant plaider dans un de ses procès politiques à Cahors en 1868, Gambetta ainsi accompagné d'un membre de l'Académie gagne ainsi en reconnaissance.
Bâtonnier de l'ordre des avocats en 1860, ce qui le sauve à plusieurs reprises des foudres du Second Empire et notamment de la proscription, Jules Favre se fait remarquer une dernière fois dans son rôle d'avocat lors du procès des 13, en prenant la défense de Garnier-Pagès. Avocat aux côtés d'autres personnalités républicaines comme Jules Grévy ou encore Emmanuel Arago, il se démarque toutefois dans cette affaire en étant le seul à faire sa plaidoirie, ce qui lui vaudra en cette année 1864 une popularité certaine. Avec l'acquittement de Garnier-Pagès, ce procès des 13 demeure l'affaire la plus brillante et la plus célèbre de la carrière d'avocat de Jules Favre. Celui-ci se consacre par la suite, avec un activisme qui ne se dément pas, à son rôle de républicain convaincu et de chef de file de l'opposition au Second Empire.

### Un républicain convaincu

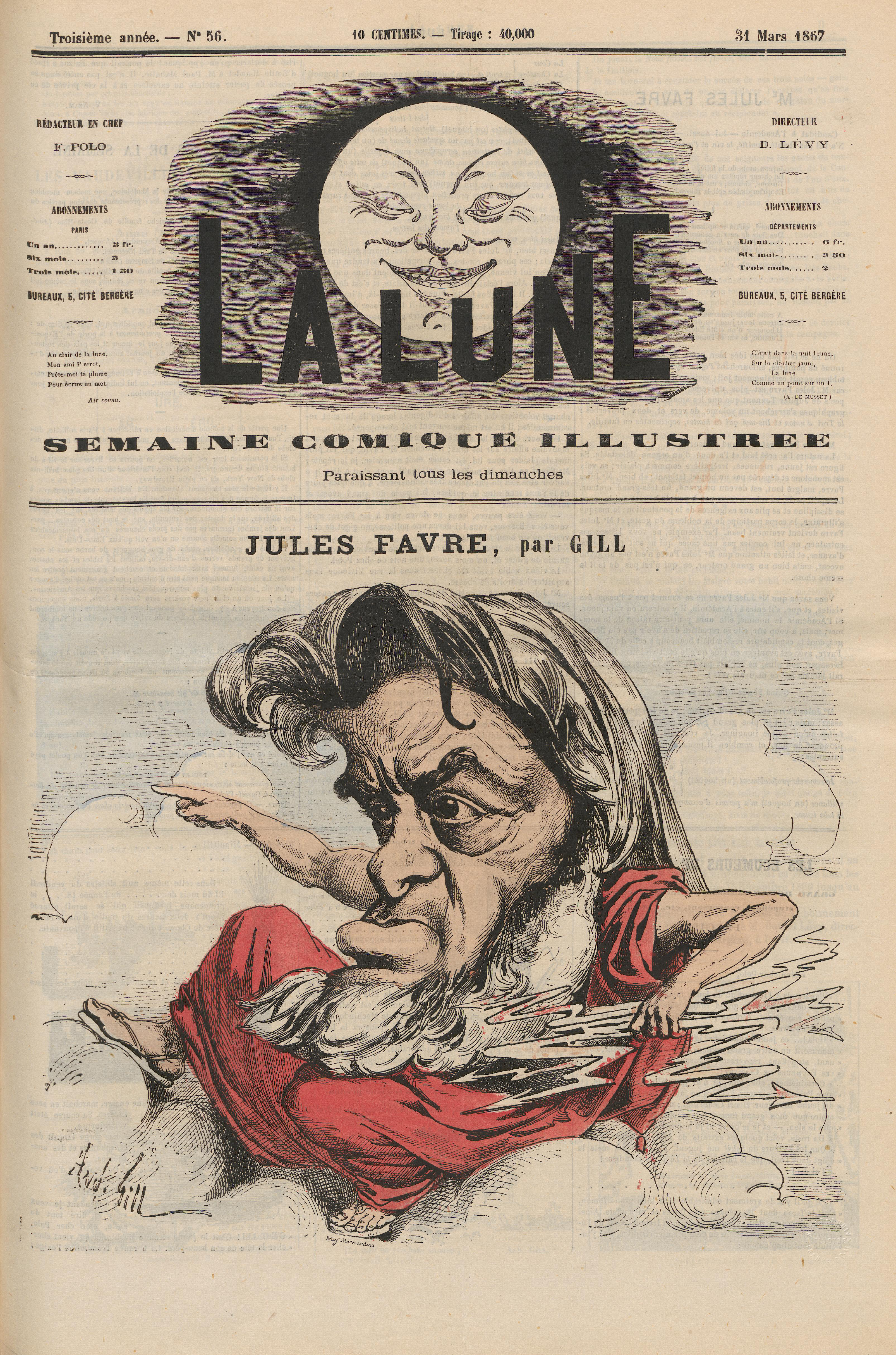
Jules Favre par André Gill (1867).

Les premiers procès de Jules Favre, et notamment celui des insurgés de Lyon en 1834, lui permettent de faire valoir et d'exposer ses opinions politiques républicaines en opposition avec la monarchie de Juillet. Il acquiert ainsi de 1836, date de son retour à Paris où il avait déjà fait ses études de droit dans le quartier latin, à 1848 une solide réputation d'éloquence républicaine, tant par la plume que par ses qualités certaines d'orateur clair et incisif (ce qui lui vaut d'ailleurs un quart de siècle plus tard son élection  à l'Académie française en 1867 au siège de Victor Cousin). L'avocat républicain est appelé par Ledru-Rollin au service de la deuxième république en 1848, au poste de secrétaire général au ministère de l'intérieur : il est ainsi l'auteur de nombreuses circulaires du ministère s'adressant aux préfets dans lesquelles son activisme politique fait déjà quelques bruits. Puis il est nommé sous-secrétaire d'État aux Affaires étrangères. Il quitte néanmoins rapidement ces fonctions pour se faire élire à l'assemblée constituante en tant que député de Lyon, siégeant parmi les républicains modérés et votant contre les socialistes. On retrouve ici un des aspects fondamentaux de la personnalité et de la pensée politique de Jules Favre, républicain convaincu mais également homme d'ordre. Il soutient ainsi la dure répression des journées de Juin par Cavaignac et vote pour ce dernier à l’élection présidentielle suivante.

Fermement opposé au coup d'État du 2 décembre 1851, il tente aux côtés de Victor Hugo notamment d'organiser la résistance armée dans les rues de Paris, sans succès. En 1852, il se fait élire conseiller général à la fois dans le Rhône et dans la Loire mais ne peut siéger, faute d'accepter de prêter serment. Il délaisse ensuite ces fonctions politiques, l'empire autoritaire des premières années rendant impossible toute opposition. Jules Favre revient à la politique à partir de 1858, avec le début de libéralisation du régime : il est élu député de Paris. Il forme avec d'autres personnalités, dont Émile Ollivier (lui aussi élu à Paris en 1858), le « groupe des 5 », l'une des figures emblématiques de l'opposition libérale et républicaine à l'empire. Son apogée politique a lieu lorsqu'il devient chef du parti républicain en 1863. Par la suite, avec l'ouverture progressive du corps parlementaire vers d'autres orateurs, à l'image de Thiers ou la jeune génération des Ferry et autres Gambetta, sa position de chef de file et de porte-parole de l'opposition est ébranlée. Son républicanisme "formaliste", son opposition à la loi de 1864 sur le droit de coalition et son rejet du radicalisme politique, socialiste et matérialiste des jeunes générations révolutionnaires du Quartier latin lui valent en 1869 une difficile réélection comme député de Paris face au radical Henri Rochefort.

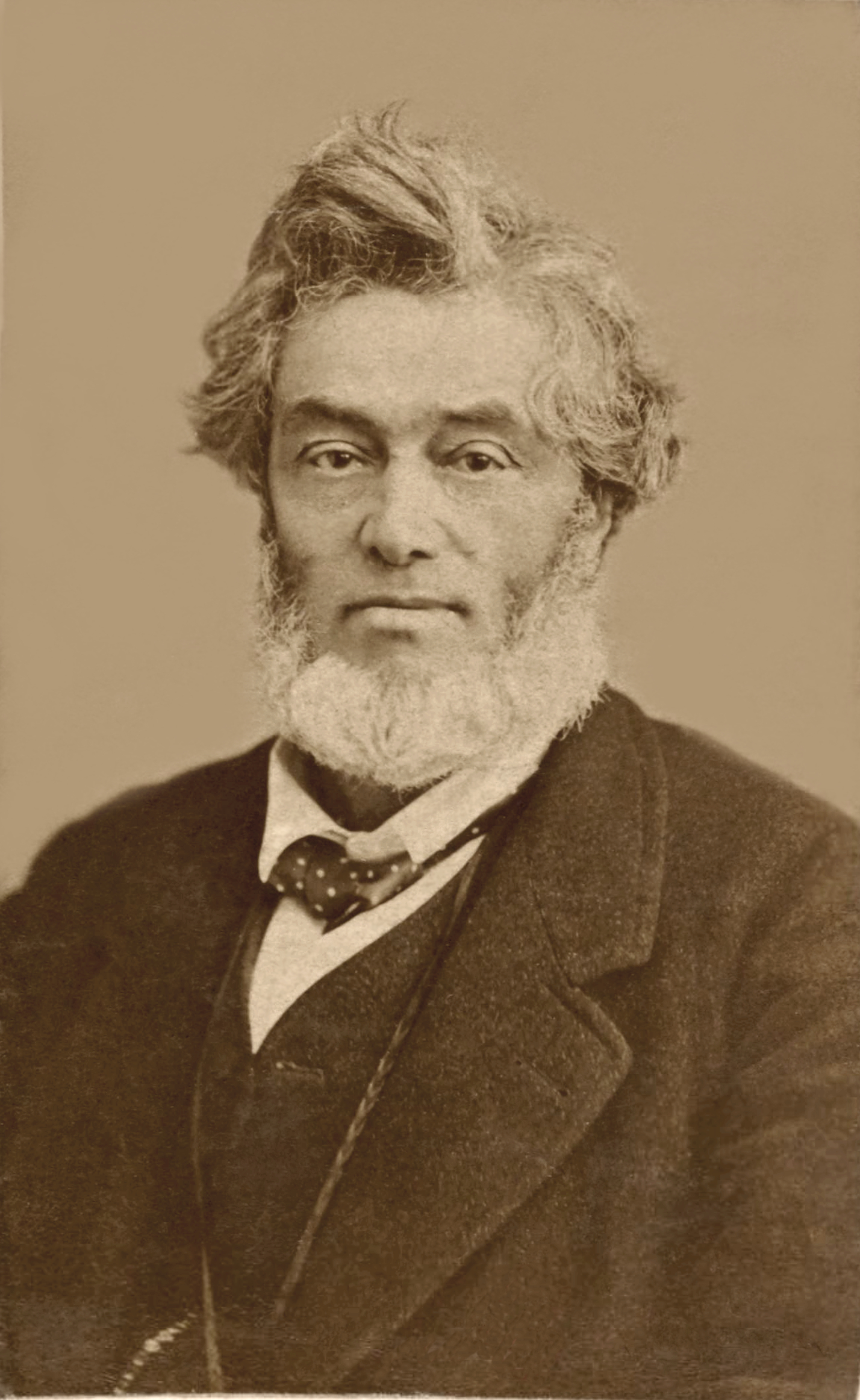
Jules Favre, par Eugène Appert, vers 1870.

Il lutte néanmoins activement contre l'expédition du Mexique et avec Thiers s’oppose à la guerre contre la Prusse en 1870 ; à la nouvelle de la capitulation de Napoléon III à Sedan, il exige la destitution de l'empereur. Dans le gouvernement de la Défense nationale, il devient vice-président et ministre des Affaires étrangères sous la présidence du général Trochu, chargé de la tâche pénible de négocier la paix avec l'Allemagne victorieuse. Il se révèle moins adroit comme diplomate qu'il ne l’avait été comme orateur et commet plusieurs bévues irréparables. Sa déclaration célèbre du 6 septembre 1870, selon laquelle on ne céderait à l'Allemagne « pas un pouce de nos territoires, pas une pierre de nos forteresses » est un morceau d'éloquence auquel Bismarck répliqua le 19 en déclarant à Favre lors de l'« entrevue de Ferrières » qu’il faudrait céder l'Alsace et la Lorraine comme condition de paix.

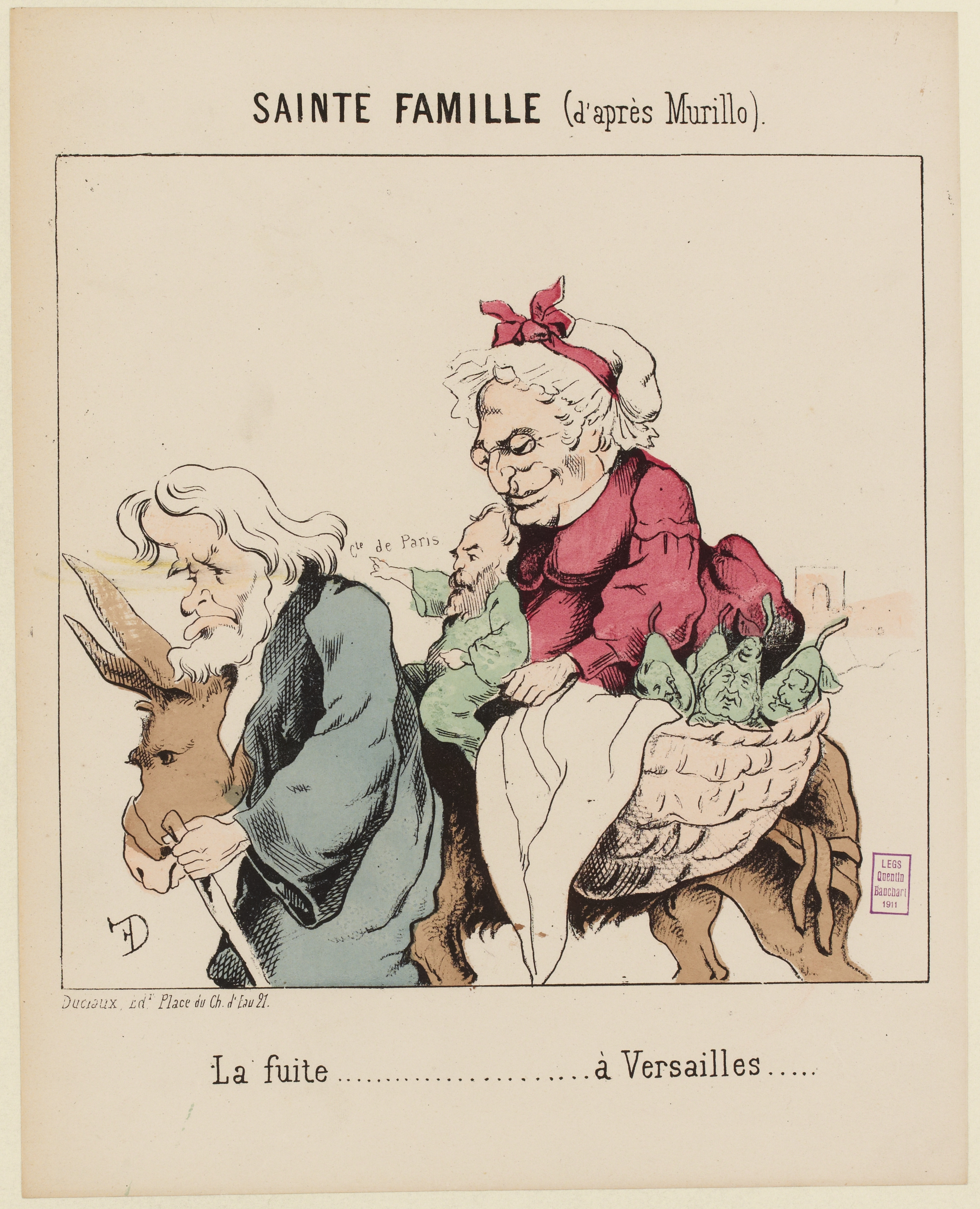
« La Sainte Famille » : Thiers, Favre et Philippe d'Orléans, comte de Paris et prétendant au trône, fuyant à Versailles pendant la Commune de Paris, caricature de Charles de Frondat, 1871.

La faiblesse de Favre est de ne pas pouvoir s’appuyer sur une assemblée régulièrement élue qui aurait des pouvoirs plus légitimes que le gouvernement de la Défense nationale. Il s’oppose au départ du gouvernement de Paris assiégé. Il prend des dispositions pour l'armistice du 28 janvier 1871 sans connaître la situation militaire et sans consulter le gouvernement de Bordeaux. Il néglige d'informer Gambetta que l'armée de l'Est (80 000 hommes) n'a pas été comprise dans l'armistice : celle-ci est ainsi obligée de se réfugier en Suisse, territoire neutre, où elle est internée. En février 1871, il devint ministre des Affaires étrangères dans le gouvernement investi par l'Assemblée nationale élue le 8 février. Il ne montre guère de compétence diplomatique pendant les négociations du traité préliminaire de paix du 26 février 1871, et c'est Bismarck qui impose toutes les conditions[réf. nécessaire]. Adversaire déterminé de la Commune de Paris, il déclare après l'insurrection du 18 mars 1871 : « Il n'y a pas à pactiser avec l'émeute. Il faut la dompter, il faut châtier Paris ! »
Discrédité par des révélations sur des falsifications de plusieurs états civils à son intérêt personnel et révélées dans le journal Le Vengeur, il quitte le ministère, le 2 août 1871. Jules Favre vit en effet maritalement avec la femme d'un autre, en a eu plusieurs enfants et a falsifié l'état civil pour donner une présomption de légitimité à cette liaison adultère. Il reste néanmoins à l’Assemblée nationale comme député du Rhône, et l'un des chefs de la gauche républicaine. Élu sénateur du Rhône le 30 janvier 1876, il continue à soutenir la République contre l'opposition de droite jusqu'à sa mort. Il devient franc-maçon en 1877.

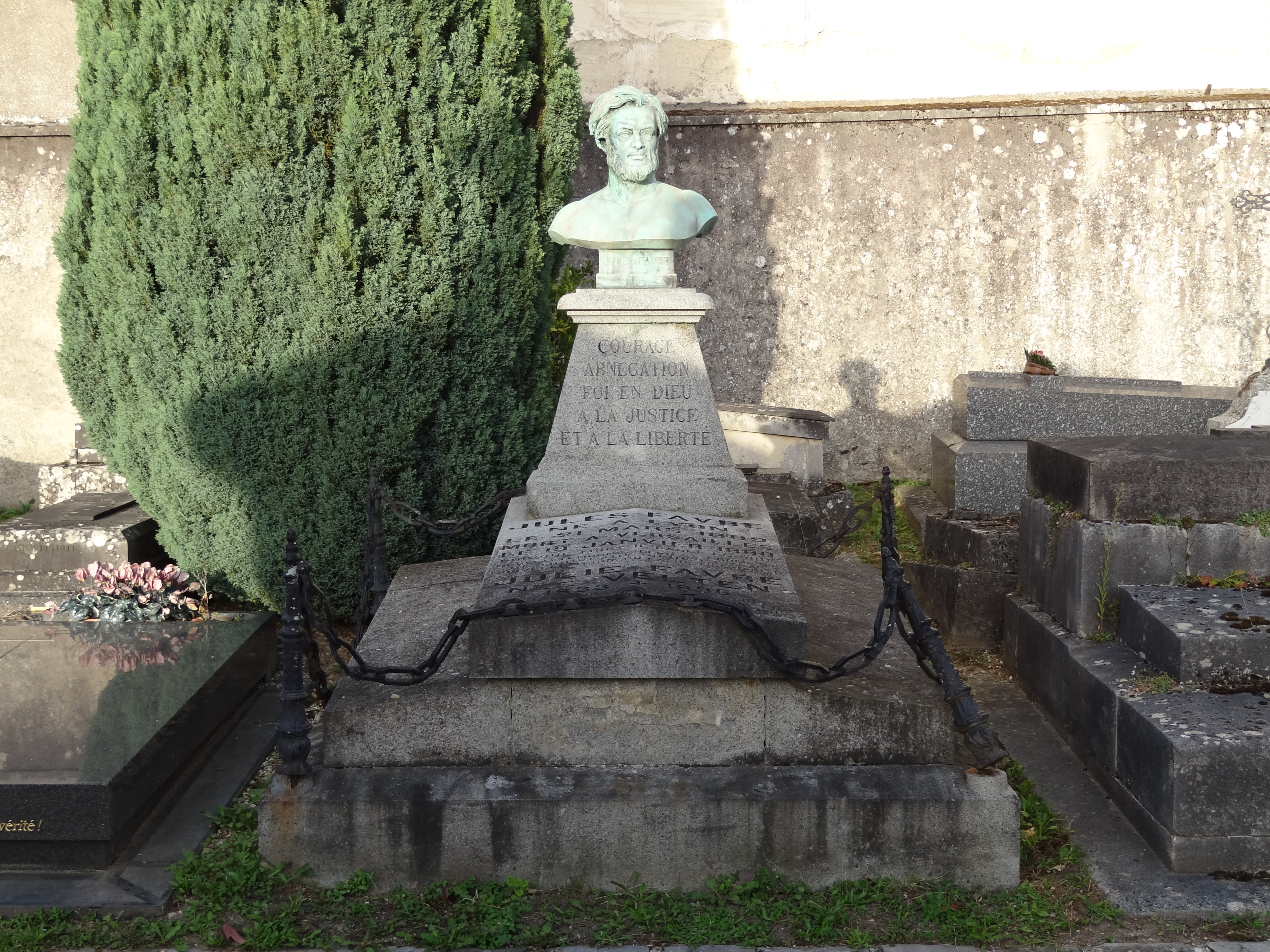
La tombe de Jules Favre au cimetière Notre-Dame à Versailles (Yvelines).

Il est inhumé à Versailles au cimetière Notre-Dame, sa tombe est ornée d'un buste du défunt de Louis-Ernest Barrias de 1862.
Son œuvre comprend beaucoup de discours et d’adresses au gouvernement : La Liberté de la Presse (1849), Défense de F. Orsini (1866), Discours de réception a l'Académie française (1868), Discours sur la liberté intérieure (1869). Dans Le Gouvernement de la Défense nationale, 3 vols., 1871-1875, il expliqua son rôle en 1870-1871. Après sa mort sa famille publia ses discours en 8 volumes.
En 1886, il est honoré à titre posthume du prix Marcelin Guérin de l’Académie française pour son ouvrage Olivier de Magny (1529 ?-1561), étude biographique et littéraire.
Protestant du courant libéral, il s'impliqua en outre dans la laïcité scolaire et sa veuve, née Julie Velten (1834-1896), devint la première directrice de l'École normale supérieure de jeunes filles de Sèvres de 1881 à sa mort.
Il a été  :
- député de la Loire du 23 avril 1848 au 26 mai 1849
- député du Rhône du 8 juillet 1849 au 2 décembre 1851
- député de la Seine du 25 avril 1858 au 7 mai 1863
- député du Rhône du 14 juin 1863 au 27 avril 1869
- député de la Seine du 6 juin 1869 au 4 septembre 1870
- député du Rhône du 8 février 1871 au 7 mars 1876

#### Archives
Les papiers personnels de Jules Favre sont conservés aux Archives nationales dans la sous-série 244AP et aux Affaires étrangères, dans la sous-série 70PAAP.
- Gouvernement de la Défense nationale [du 30 juin 1870 au 28 juillet 1871], Paris, H. Plon, 1871-1875, 3 vol. (en ligne).Comprend : I. Du 30 juin au 31 octobre 1870. Journée du 4 septembre, entrevue de Ferrières, organisation de la défense, délégation de Tours, journée du 31 octobre. - 1871 ; II. Du 31 octobre 1870 au 28 janvier 1871. Bataille de Champigny, bataille du Bourget, conférence de Londres, bataille de Buzenval, insurrection du 22 janvier 1871, armistice. - 1872 ; III. Du 29 janvier au 22 juillet 1871. Derniers actes du gouvernement de la Défense nationale, M. Thiers, chef du pouvoir exécutif de la République française, négociations de Versailles, traité de préliminaires, l'armée allemande à Paris, journée du 18 mars, la Commune, négociation et traité de Francfort, prise de Paris, l'Internationale. - 1875.
  - Rome et la République française, Henri Plon, 1871.

#### Ouvrages historiques
- Gabriel Hanotaux, Histoire de la France contemporaine (1871-1900), t. 1-4, Combet, 1903-1908.
- Edmond Benoît-Lévy, Jules Favre, Paris, Picard-Bernheim, 1884, 60 p. (lire en ligne).
- Pierre-Antoine Perrod, Jules Favre : avocat de la liberté, Lyon, La Manufacture, 1988, 652 p. (ISBN 2-7377-0114-7, présentation en ligne).
- Pierre Jacomet, Avocats républicains du Second Empire : Jules Favre, Léon Gambetta, Denoël et Steele, 1933.
- Maurice Reclus, Jules Favre : 1809-1880 : essai de biographie historique et morale d'après des documents inédits, vol. 1 volume, Université de Toulouse, Mémoire ou thèse, 1912, 572 p.
- Article  (en) « Jules Favre », dans Encyclopædia Britannica [détail de l’édition], 1911 (lire sur Wikisource).
- Louis Girard, Les Libéraux français, 1814-1875, Paris, Aubier, coll. « Collection historique », 1985, 280 p. (ISBN 2-7007-0388-X).
- Maurice Agulhon, « Favre (Jules) », dans Jean Tulard, Dictionnaire du Second Empire, Fayard, 1995 (ISBN 2-213-59281-0), p. 521-522
- Pierre Antonmattei, Léon Gambetta : héraut de la République, Paris, Michalon, 1999, 608 p. (ISBN 2-84186-100-7).
- Guy Antonetti, Louis-Philippe, Paris, Fayard, 1994, 992 p. (ISBN 2-213-59222-5).